# Aphycus io
Aphycus io är en stekelart som först beskrevs av Williams 1916.  Aphycus io ingår i släktet Aphycus och familjen sköldlussteklar. Inga underarter finns listade i Catalogue of Life.